# Ordine della Stella del Presidente del Tagikistan
L'Ordine della Stella del Presidente del Tagikistan è un'onorificenza del Tagikistan. 

## Classi
L'ordine dispone delle seguenti classi di benemerenza:
- Collare
- I classe
- II classe
- III classe

| Collare | Prima Classe | Seconda Classe | Terza Classe |
| ------- | ------------ | -------------- | ------------ |
|         |              |                |              |

## Assegnazione
L'ordine è assegnato a governanti, politici e altri cittadini della Repubblica del Tagikistan per premiare il servizio meritorio nel consolidamento della pace e dello sviluppo dello Stato tagiko, un contributo particolarmente importante per le attività statali e politiche che abbiano contribuito ad aumentare il prestigio internazionale del Tagikistan, risultati eccezionali nell'economia, nella sfera sociale, nella scienza, nella cultura, nello sviluppo della società e nel progresso sociale e per successi eccezionali e grande patriottismo nel servizio pubblico e militare.
Il collare è un'insegna esclusiva del presidente della Repubblica del Tagikistan.
La I classe è assegnata a:
- capi di Stato, di governo e di parlamento di stati esteri;
- capi di organi legislativi, esecutivi e giudiziari della Repubblica di Tagikistan;
- persone che detengono posizioni pubbliche di potere statale, il cui status giuridico è determinato dalla Costituzione della Repubblica del Tagikistan, dalle leggi costituzionali e da altre leggi della Repubblica del Tagikistan;
- soggetti che ricoprono alte cariche nel servizio pubblico della Repubblica del Tagikistan, che, di regola, abbiano ricevuto la prima classe dell'Ordine della Corona o dell'Ordine di Ismail Samani o la seconda classe dell'Ordine della Stella del Presidente del Tagikistan;
- altri cittadini della Repubblica del Tagikistan per nuovi meriti e che abbiano ricevuto la prima classe dell'Ordine della Corona o dell'Ordine di Ismail Samani o la seconda classe dell'Ordine della Stella del Presidente del Tagikistan.

La II classe è assegnata a:
- ministri, ambasciatori e capi di dipartimenti di Stato esteri;
- capi delle rappresentanze delle organizzazioni regionali e di altre organizzazioni internazionali;
- persone che detengono posizioni pubbliche di potere statale, il cui status giuridico è determinato dalla Costituzione della Repubblica del Tagikistan, dalle leggi costituzionali e da altre leggi della Repubblica del Tagikistan;
- persone che occupano le principali cariche statali nel servizio pubblico nella Repubblica del Tagikistan e che abbiano ricevuto la seconda classe dell'Ordine della Corona o dell'Ordine di Ismail Samani o la terza classe dell'Ordine della Stella del Presidente del Tagikistan;
- altri cittadini della Repubblica del Tagikistan per nuovi meriti e che abbiano ricevuto la prima classe dell'Ordine della Corona o dell'Ordine di Ismail Samani o la terza classe dell'Ordine della Stella del Presidente del Tagikistan.

La III classe è assegnata a:
- persone che detengono posizioni pubbliche di primo piano nel servizio pubblico nella Repubblica del Tagikistan;
- altri cittadini della Repubblica del Tagikistan per nuovi meriti e che abbiano ricevuto la terza classe dell'Ordine della Corona o dell'Ordine di Ismail Samani oppure l'Ordine dell'Amicizia.

## Insegne
- Le insegne di I classe sono un distintivo e una stella. Il distintivo viene portato su un nastro che va dalla spalla destra al fianco sinistro. La stella viene portata sul lato sinistro del petto.
- L'insegna di II classe è un distintivo. Gli uomini lo portano al collo e le donne sul lato sinistro del petto.
- L'insegna di III classe è un distintivo da portare con un nastro sul lato sinistro del petto.